# Médiation comparée
La Médiation comparée a un champ d'étude élargi à toutes les pratiques de la médiation, en tant que discipline ou simple activité. Elle vise l'identification des différentes conceptions de la médiation, selon les domaines d'application et les environnements culturels. Ainsi, la médiation peut faire l'objet d'études comparatives selon ses champs d'application (qui permet de voir ce qui est commun et similaire entre les interventions d'un médiateur) ou des domaines précis vue selon des différentes cultures (par exemple la médiation judiciaire dans plusieurs pays).

## Généralités
Les premiers essais de médiation comparée, en raison de la nouveauté de la pratique de la médiation, commencent à faire l'objet de publications. Néanmoins, il faut rechercher dans les thèses universitaires et les premiers doctorats dans ce domaine, lesquelles sont encore placés sous des tutelles disciplinaires différentes : philosophie, droit, sociologie, voire psychologie, etc.
En France, il existe une approche de la médiation considérée comme une discipline à part entière avec la Chambre professionnelle de la médiation et de la négociation qui développe une approche scientifique de la résolution des conflits.

## Exemple de l'intérêt d'une approche comparée
Par exemple, l'introduction récente, en 2006, de la médiation civile dans le code marocain, tend à assigner au médiateur un rôle de réconciliateur, donc avec un objectif prédéterminé. L'intervention des deux médiateurs dans une médiation familiale internationale se fera avec une forte ambiguïté en regard du comportement de chacun des tiers intervenants.

## Ce que la médiation comparée n'est pas
La médiation comparée n'a rien à voir avec la médiation interculturelle, laquelle traite des relations d'intégration sociale et économique et des replis identitaires.

## Auteurs

### à l'International
- rapport de Jacques Floch - 2007
- Jean-Pierre Bonafé-Schmitt, La Médiation pénale en France et aux États-Unis, Editeur : LGDJ, 1998,  (ISBN 2-275-01657-0)